# H.C. Thoresen
Hans Conrad Thoresen, född 1802, död 1859, var en norsk präst och politiker. Thoresen var en period ledamot av Stortinget. Han var också stiftsprost i Bergen. Hans Conrad Thoresen hade blivit änkling för andra gången med fem barn när han 1844 gifte sig med Magdalene Kragh från Danmark som hade varit hans guvernant sedan 1842. Tillsammans fick de fyra gemensamma barn. Från ett tidigare äktenskap hade han bland annat dottern Susanna Thoresen (född 1836) som 1857 gifte sig med Henrik Ibsen, Norges främste dramatiker.